# Hydroptila tineoides
Hydroptila tineoides is een schietmot uit de familie Hydroptilidae. De wetenschappelijke naam van de soort is voor het eerst geldig gepubliceerd door Johan Wilhelm Dalman in 1819.
De soort komt voor in het Palearctisch gebied. Dalman gaf als vindplaats aan de heuvel Kinnekulle aan de oostelijke oever van het Vänermeer in Zweden.